# みんなでつくる党
みんなでつくる党（みんなでつくるとう）は、日本の政治団体。2013年に立花孝志によって設立された「NHK受信料不払い党」を祖とし、複数回の党名変遷を経て2023年11月から「みんなでつくる党」の名称で活動。当初の代表であった立花孝志の意向で2023年3月に党首を大津綾香に交代したものの、やがて立花と大津が対立し党運営が混乱。2024年1月には立花派の国会議員2名が離党し、政党助成法における国政政党要件を失効した。また地方議員2名も離党した。さらに同年3月14日には法人としての破産開始決定がなされた。かつては日本放送協会（NHK）のスクランブル放送化の実現を最大の公約に掲げる単一論点政党であった。
現在、国会議員、地方議員とも在籍なし。
公職選挙法上の略称はみんつく。党本部は東京都千代田区に置かれる。
諸派党構想により、関連の政治団体がある。各団体については#諸派党構想の節を参照。

## 党名

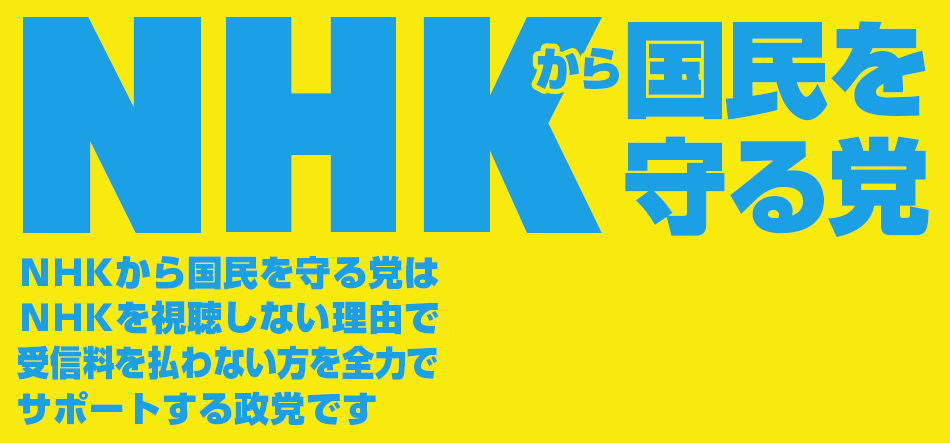
「NHKから国民を守る党」時代のロゴ

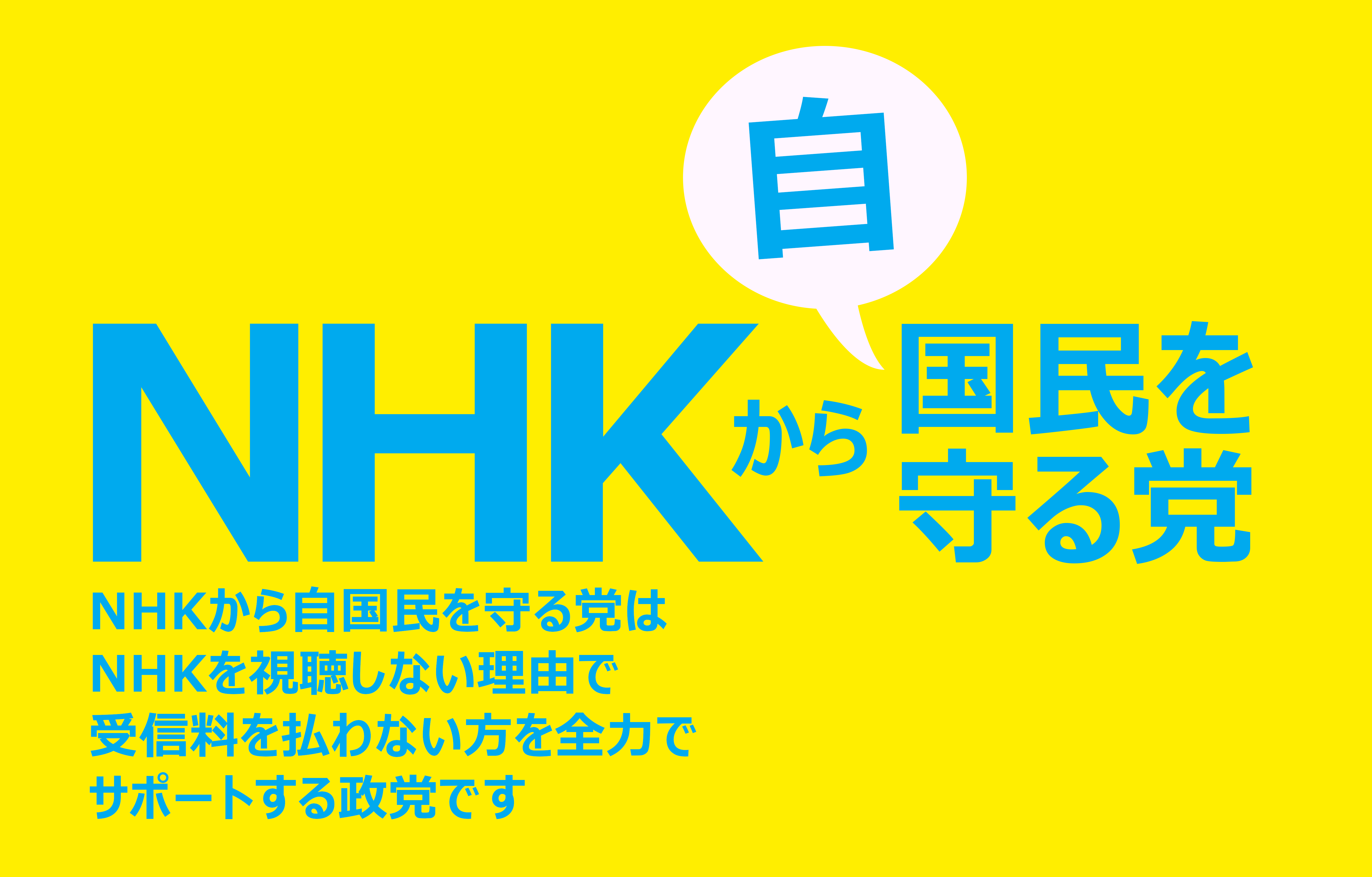
「NHKから自国民を守る党」時代のロゴ

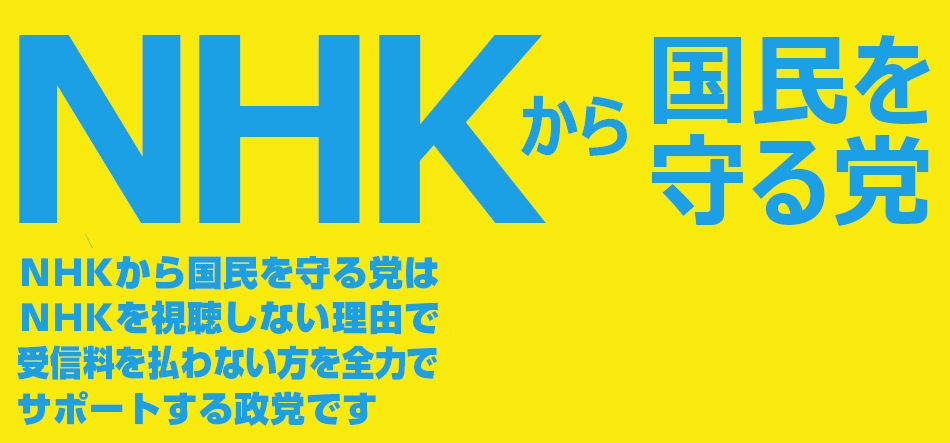
2020年12月改称時の「NHKから国民を守る党」のロゴ

「NHK党」時代のロゴ

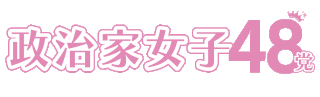
「政治家女子48党」時代のロゴ

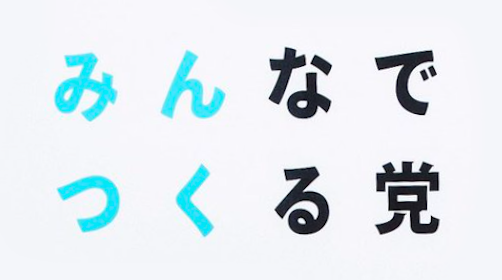
「みんなでつくる党」の旧ロゴ

2013年に元NHK職員の立花孝志によりNHK受信料不払い党の名称で設立される。2019年の参議院議員選挙にNHKから国民を守る党として出馬し、この選挙において1議席と2%以上の得票率を得て国政政党となった。その後5度の党名変更を経て、2021年の衆議院議員選挙ではNHKと裁判してる党弁護士法72条違反でとして、さらに2度の変更を経て2022年の参議院議員選挙ではNHK党として出馬した。2023年11月6日より現党名のみんなでつくる党として活動している。
結党以来、頻繁に党名を変更している行為については批判的な意見もある。この党名変更を頻繁に繰り返す行為は同党員からも批判があり、党名変更を繰り返すことで党の運営方針に疑問を持ったり、或いは嫌気が差したりして離党した議員も少なくない。このような批判に対して立花は2021年10月18日に行われた日本記者クラブ主催の党首討論会において「われわれはお金を使わない選挙を目指している。政党名を変えるたびに報道されるので無料で目立つという戦略である。」と回答している。

### NHKから国民を守る党
2019年4月に実施された第19回統一地方選挙において、愛知県日進市議会議員選挙に党名が同一である候補者が存在したが、これは本政党とは無関係の政治団体であった。
2021年5月に党名が「古い政党から国民を守る党」へ改称されたことに伴い、党首の立花を含む党所属の各人を代表とする旧党名と同名の政治団体「NHKから国民を守る党」が多数設立された。立花は自身のYouTubeチャンネルにおいて、これらの政治団体を設立した理由を「政党は『古い政党から国民を守る党』に改称したが、今後もこれらの政治団体を通じてNHK関連の活動を行うため」としている。

### NHKから自国民を守る党
2020年12月に「NHKから自国民を守る党」へ改称した際、略称を「自民党」として届け出たが、総務省はこれに対して「『自由民主党』の略称を冒用していると認めざるをえず、かつ有権者の混乱をもたらすものであって、名称保護制度の趣旨に反する濫用的な届出である」として、この届け出を不受理とした。党首立花は当初、この届け出が認められなかった場合には司法の判断を仰ぐ考えを示していたが、不受理となった直後に略称を「NHK」に変更した。

### NHKと裁判してる党弁護士法72条違反で
党名の後半部分に付けられていた「弁護士法72条」とは、弁護士でない者が報酬目的で行う法律事務の取扱い行為、いわゆる非弁行為を禁止する規定であり、NHKの外部委託会社が行う戸別訪問による受信料の集金業務がこの条に違反するとの主張を党は行っている。2021年8月現在、この主張をめぐってNHKと裁判で係争中となっている。
2021年衆議院議員総選挙では「NHKと裁判してる党弁護士法72条違反で」の党名で戦った。立花は党名の語順について「倒置法を使って『NHKと裁判をしている』という大事な言葉を前にもってきた」とその狙いを説明している。
2022年1月20日、党首の立花が執行猶予付きながら有罪判決を下されたことを受け、党名を「NHK受信料を支払わない国民を守る党」に変更した。

### みんなでつくる党
2023年3月、大津綾香が党首に就任することと党名が「政治家女子48党」とすることが発表された。
ところが当時既に党は支持者など333人から年5％の金利を約束して総額10億4000万円を借り入れていて、その一部の債権者が借金返済を要求、取り付け騒ぎが発生した。立花は2023年3月の記者会見で、取り付け騒ぎは幹事長だった黒川を辞めさせるために自分が仕掛けたものだと語った。大津によればもともと立花は『言うことをきくピエロが欲しい』ということを言っていて、この騒ぎを自分に党首を放り出させるためのものと思うとしている。この後、大津は立花に党首辞任の圧力をかけられる一方で党立て直しのために経費カットや収入確保の途を図るが、大津は党内の立花らによる金銭使途が不透明であるとして立花率いる旧運営陣と対立することとなった。
2023年4月前党首だった立花は記者会見し、大津綾香党首を除名処分にしたと発表。斉藤健一郎参院議員が代表に、自身が代表権のない党首にそれぞれ就いたとし、一方、大津は人事に同意しておらず自身が党首の立場にあると主張した。
2023年11月6日、党臨時総会で党名を「みんなでつくる党」に変更することが決定された。大津は会見で、この変更を最後に、これ以上みだりに党名を変更しないことを強調した。同年11月14日に総務省が11月6日付で党名変更を受理したことを発表している。
2024年1月、大津は政党交付金の入金口座をあらたに設けたが、立花はそれを自身に開示するよう大津に要求したが拒否され、立花は16日夕に斉藤と浜田聡参院議員が「みんなでつくる党」を離脱すると発表。両名も離脱の意志を固め、政党助成金の交付に必要な書類を16日中に党に提出しなかった。「みんなでつくる党」は18日に両名の除名を決定、19日に処分について発表した。両名は政治団体「NHKから国民を守る党」へ移籍した。
斉藤・浜田の両国会議員の離脱により「みんなでつくる党」は政党助成法上の政党要件の喪失し2024年度の政党交付金の受給資格を失うことが見込まれることとなったため、債権者らは18日に民事再生法の申し立てを取り下げ破産の申し立てにかえ、2024年3月14日にみんなでつくる党は破産手続開始決定を受けた。みんなでつくる党は破産手続開始決定を不服として東京高等裁判所へ即時抗告を申し立てたが、東京高裁は5月30日、即時抗告を棄却する決定を下した。みんなでつくる党は6月5日、即時抗告の棄却を不服として最高裁判所へ特別抗告を行った。
一方、代表権争いについては2024年3月21日の東京地裁判決によって大津側が勝利した。これに対し立花側は翌22日の政治団体「NHK党」定例記者会見にてこの代表権争いに対する判例作りのためにも最高裁まで争う意向を示した。

### 党名の変遷
|        |         |                                             | 期間                           | 党名                                | 略称       | 公式英称 (英語表記での他称)                                                                 |
| ------ | ------- | ------------------------------------------- | ------------------------------ | ----------------------------------- | ---------- | ------------------------------------------------------------------------------------------- |
| 2013年 | 6-7月   | 政治団体                                    | 2013年6月17日 ↓ 2013年7月23日  | NHK受信料不払い党                   | ─          | ─ (NHK License Fee Nonpayment Party)                                                        |
| 2013年 | 7-12月  | 政治団体                                    | 2013年7月23日 ↓ 2020年12月21日 | NHKから国民を守る党                 | N国党      | The Party to Protect Citizens from NHK (The Party to Protect the People from NHK)           |
| 2014年 |         | 政治団体                                    | 2013年7月23日 ↓ 2020年12月21日 | NHKから国民を守る党                 | N国党      | The Party to Protect Citizens from NHK (The Party to Protect the People from NHK)           |
| 2015年 |         | 政治団体                                    | 2013年7月23日 ↓ 2020年12月21日 | NHKから国民を守る党                 | N国党      | The Party to Protect Citizens from NHK (The Party to Protect the People from NHK)           |
| 2016年 |         | 政治団体                                    | 2013年7月23日 ↓ 2020年12月21日 | NHKから国民を守る党                 | N国党      | The Party to Protect Citizens from NHK (The Party to Protect the People from NHK)           |
| 2017年 |         | 政治団体                                    | 2013年7月23日 ↓ 2020年12月21日 | NHKから国民を守る党                 | N国党      | The Party to Protect Citizens from NHK (The Party to Protect the People from NHK)           |
| 2018年 |         | 政治団体                                    | 2013年7月23日 ↓ 2020年12月21日 | NHKから国民を守る党                 | N国党      | The Party to Protect Citizens from NHK (The Party to Protect the People from NHK)           |
| 2019年 | 1-7月   | 政治団体                                    | 2013年7月23日 ↓ 2020年12月21日 | NHKから国民を守る党                 | N国党      | The Party to Protect Citizens from NHK (The Party to Protect the People from NHK)           |
| 2019年 | 7-12月  | 国政政党 ・ 2019年 7月21日 ↓ 2025年 7月27日 | 2013年7月23日 ↓ 2020年12月21日 | NHKから国民を守る党                 | N国党      | The Party to Protect Citizens from NHK (The Party to Protect the People from NHK)           |
| 2020年 | 1-12月  | 国政政党 ・ 2019年 7月21日 ↓ 2025年 7月27日 | 2013年7月23日 ↓ 2020年12月21日 | NHKから国民を守る党                 | N国党      | The Party to Protect Citizens from NHK (The Party to Protect the People from NHK)           |
| 2020年 | 12月    | 国政政党 ・ 2019年 7月21日 ↓ 2025年 7月27日 | 2020年12月21日 ↓ 2021年2月5日  | NHKから自国民を守る党               | NHK        | The Party to Protect Citizens from NHK (The Party to Protect the People from NHK)           |
| 2021年 | 1-2月   | 国政政党 ・ 2019年 7月21日 ↓ 2025年 7月27日 | 2020年12月21日 ↓ 2021年2月5日  | NHKから自国民を守る党               | NHK        | The Party to Protect Citizens from NHK (The Party to Protect the People from NHK)           |
| 2021年 | 2-5月   | 国政政党 ・ 2019年 7月21日 ↓ 2025年 7月27日 | 2021年2月5日 ↓ 2021年5月17日   | NHK受信料を支払わない方法を教える党 | NHK党      | NHK Party (The Party That Teaches How Not to Pay the NHK License Fee)                       |
| 2021年 | 5-6月   | 国政政党 ・ 2019年 7月21日 ↓ 2025年 7月27日 | 2021年5月17日 ↓ 2021年6月28日  | 古い政党から国民を守る党            | 古い       | The party to protect people from old political parties                                      |
| 2021年 | 6-7月   | 国政政党 ・ 2019年 7月21日 ↓ 2025年 7月27日 | 2021年6月28日 ↓ 2021年7月21日  | 嵐の党                              | あらし     | Storm Party                                                                                 |
| 2021年 | 7-12月  | 国政政党 ・ 2019年 7月21日 ↓ 2025年 7月27日 | 2021年7月21日 ↓ 2022年1月20日  | NHKと裁判してる党弁護士法72条違反で | NHK党      | The party fighting against ＮＨＫ in the trial for violating Article 72 of the Attorney Act |
| 2022年 | 1月     | 国政政党 ・ 2019年 7月21日 ↓ 2025年 7月27日 | 2021年7月21日 ↓ 2022年1月20日  | NHKと裁判してる党弁護士法72条違反で | NHK党      | The party fighting against ＮＨＫ in the trial for violating Article 72 of the Attorney Act |
| 2022年 | 1-4月   | 国政政党 ・ 2019年 7月21日 ↓ 2025年 7月27日 | 2022年1月20日 ↓ 2022年4月25日  | NHK受信料を支払わない国民を守る党   | NHK党      | The party that protects those who do not pay the NHK license fee                            |
| 2022年 | 4-12月  | 国政政党 ・ 2019年 7月21日 ↓ 2025年 7月27日 | 2022年4月25日 ↓ 2023年3月8日   | NHK党                               | NHK        | NHK Party                                                                                   |
| 2023年 | 1-3月   | 国政政党 ・ 2019年 7月21日 ↓ 2025年 7月27日 | 2022年4月25日 ↓ 2023年3月8日   | NHK党                               | NHK        | NHK Party                                                                                   |
| 2023年 | 3-11月  | 国政政党 ・ 2019年 7月21日 ↓ 2025年 7月27日 | 2023年3月8日 ↓ 2023年11月6日   | 政治家女子48党                      | 政治家女子 | seijikajoshi48party                                                                         |
| 2023年 | 11-12月 | 国政政党 ・ 2019年 7月21日 ↓ 2025年 7月27日 | 2023年11月6日 ↓ （現在）       | みんなでつくる党                    | みんつく   | Mintsuku / The Collaborative Party (A party created by everyone)                            |
| 2024年 |         | 国政政党 ・ 2019年 7月21日 ↓ 2025年 7月27日 | 2023年11月6日 ↓ （現在）       | みんなでつくる党                    | みんつく   | Mintsuku / The Collaborative Party (A party created by everyone)                            |
| 2025年 | 1-7月   | 国政政党 ・ 2019年 7月21日 ↓ 2025年 7月27日 | 2023年11月6日 ↓ （現在）       | みんなでつくる党                    | みんつく   | Mintsuku / The Collaborative Party (A party created by everyone)                            |
| 2025年 | 7月-    | 政治団体                                    | 2023年11月6日 ↓ （現在）       | みんなでつくる党                    | みんつく   | Mintsuku / The Collaborative Party (A party created by everyone)                            |

## 歴史

### 結党
2013年6月17日、元日本放送協会 (NHK) 職員でインターネットテレビ「立花孝志ひとり放送局」代表取締役社長の立花孝志がNHK受信料不払い党の名称で設立、7月23日にNHKから国民を守る党に名称変更した。同年9月の大阪府摂津市議会議員選挙を皮切りに各種地方自治体選挙に候補者を擁立。

### 地方議会へ
2015年4月に立花が千葉県船橋市議会議員に当選（会派「研政会」に所属）して議席を得た。
2015年12月に朝霞市議選で船橋市在住だった大橋昌信が住所を朝霞市に移し、2人目の所属議員として当選。2016年4月に志木市議選で3人目の当選者を出した。2016年7月の第24回参議院議員通常選挙では、国会でNHKを糾弾してきた三宅博（おおさか維新の会）を支持した。
2016年の東京都知事選挙に立花が立候補（これにより船橋市議を失職）し、政見放送でNHKの現状を批判、「NHKをぶっ壊す！」と繰り返し、注目を呼んだが、落選した。その後、立花は2017年1月の茨木市議選に立候補するも落選する。同年6月には尼崎市議選で4人目の当選者を出す。同年7月の東京都議選葛飾区選挙区からの立候補を経て、2017年11月葛飾区議選で立花が当選。その後、町田市、春日部市、立川市、川西市、松戸市、八千代市、西東京市、台東区で同党所属議員が当選した。
立花は、「NHKからの集金に困っている一人暮らしの学生や社会人が多そうな自治体や、『浮動票』の確保を目的として過去にみんなの党が議席を持っていた選挙区を、立候補者擁立の指標にしている」と説明している。

### 統一地方選挙と党勢拡大
2019年の統一地方選挙において、首都圏・関西のベッドタウンを中心として47人が立候補し、26人が当選した。このうち特別区議会議員選挙では、実施された20区議会全区に候補を出し、17人が当選した。
同年4月下旬から5月上旬、杉並区議の佐々木千夏など5名の地方議員を「参院選への選挙資金として課せられた130万円を支払う意思がない」として除名処分とした。
2019年6月には堺市長選に立花が出馬した（同時に葛飾区議を失職）が落選した。

### 国政政党へ
2019年の第25回参議院議員通常選挙については、4月26日に東京都庁で記者会見を行い、党公認候補者を擁立することを発表した。当初は比例区に立花と他1名、東京都選挙区に大橋昌信と他6名、埼玉県選挙区に1名の計10名だったが、その後公認候補者を大きく増やし、比例区4名、選挙区37名の計41名が立候補した。比例区においては支持政党なしの佐野秀光も立候補することで合意をしていたが、佐野は安楽死制度を考える会より独自に立候補したため実現しなかった。立花と大橋以外の地方議会議員経験者は、元江戸川区議会議員の田中健が茨城県選挙区、元富士見市議会議員の石川新一郎が徳島県・高知県選挙区より立候補した。
結果、NHKから国民を守る党は比例区において1議席を獲得し、党代表の立花が当選した。選挙区においては37名全員が与野党候補に遠く及ばず落選したものの、選挙区においての得票率2%を達成したことにより、公職選挙法と政党助成法上における政党要件を満たした。
参院選後は、5名以上の国会議員を集めることにより国会内で活動範囲の拡大やNHK『日曜討論』などのテレビ討論への出演が可能となるとして、党勢拡大に向け無所属議員らの入党を呼びかける意向を示しており、こうした議員に関しては「NHK問題以外は特に党議拘束をかけないので自由に行動してもらってかまわない」とした。このうち北方領土をめぐる戦争発言で日本維新の会を除名された衆議院議員の丸山穂高とは7月25日に会談を行い、29日に丸山は入党の意向を表明した。30日にみんなの党元代表の参議院議員・渡辺喜美と渡辺を代表とする参議院会派「みんなの党」を結成したことを発表した。立花は、渡辺にも入党を打診したものの断られたと語っている。
7月31日、初めて議員会館の部屋に入った立花は自身の議員会館にテレビを設置し、「NHKと受信契約を締結した上で不払いする」ことを宣言した。あえて受信契約を締結することについては、法律上NHKとの契約の義務があることや、契約後の不払いであれば5年で時効となり、申し立てにより過去の受信料は消滅する他、時効分は裁判でも請求できないことから、立花は受信契約を締結し、インターネット等の受信料窓口から振込用紙による支払いへ変更手続きを行った上で不払いをすることを推奨しており、議員会館についても同様に契約して不払いをすると語った。その後、大阪市長の松井一郎は「現職国会議員の受信料未払いをNHKが認めるなら、大阪市もやめさせてもらう」と語り、大阪府知事の吉村洋文も「現職議員が受信料を踏み倒すというのが許されるなら府も払わない」、堺市長の永藤英機も「国会議員の受信料不払いを黙認するなら市民も払うのがばかばかしくなる」と同調した。これに対しNHKは7月30日に「受信料と公共放送についてご理解いただくために」として、受信設備があるのに受信料を支払わないのは違法だとする警告文を公式サイトに掲載、8月9日には受信料制度への理解を求める番組を制作し、ゴールデンタイムに3分間放送する対応をとった。
8月10日、臨時総会を開き、幹事長に元ジャーナリストの上杉隆を充てる人事を決定した。同月13日、政党助成法に基づく届け出を総務省に行い、正式に国政政党として発足した。16日には上杉が記者会見を行い、政権交代を目指すべく、次回の衆議院議員選挙の289小選挙区全てに候補者を擁立すると発表した。9月4日、上杉の幹事長会見において、丸山穂高が8月15日付で副党首に就任したことを明らかにした。
8月に行われた埼玉県知事選挙には、参院選で比例区で立候補し立花に次ぐ得票を得た医師の浜田聡を党公認候補として擁立したが64,182票（得票率3.3%）で落選した。立花は会見で「（党の）体力がつくまでは比例ブロックに1人ずつ出す」として全小選挙区への擁立方針を撤回した。
9月2日、新宿区選挙管理委員会は、同年4月の新宿区議選に党公認で立候補し当選した新宿区議会議員松田美樹を「区内での居住実態がない」として、当選無効とした。同月24日、松田は東京都選挙管理委員会に異議を申し立てた。
9月9日、立花は中央区議会議員二瓶文徳を脅迫した疑いで警視庁から任意での事情聴取を受けた。二瓶は同年4月の統一地方選でNHKから国民を守る党から出馬、当選後離党した経緯から立花から繰り返し批判されており、立花は取材に対し、「街中歩けなくしてやるぞという発言はしたと記憶しています。それが脅迫に当たるということであれば、最終的に裁判官の判断を待つしかない」と語った。その後も複数回事情聴取を受けていた。
10月10日、立花が参議院埼玉県選挙区補欠選挙に立候補したことにより、参議院議員を失職。23日、第25回参議院議員通常選挙の比例代表選挙において次点の浜田聡の、立花の失職に伴う繰り上げ当選が官報において告示された。25日、上杉が選対委員長を辞任し、立花が選対委員長を兼務する人事を発表し、30日の党総会で承認後、正式就任した。同年12月、立花は会派を組んでいる渡辺喜美に対し党名の「みんなの党」への変更を打診したが、渡辺側が同意せず、実現には至らなかった。
2020年1月31日、立花が4月実施の衆議院静岡4区補欠選挙への出馬を表明するも、3月27日、立候補取りやめを表明した。学校法人森友学園前理事長籠池泰典に公認候補としての立候補を要請、しかし最終的に出馬を断念し、旧民進党系野党統一候補である元東京都議会議員の田中健と同姓同名の元江戸川区議会議員の田中健への差し替えを表明した。
3月14日前年9月、立花がNHKの受信料集金スタッフが所持するタブレット端末の画面を撮影し、各世帯の受信契約内容などを不正取得したほか、同11月中旬、NHK放送センター前や当時のNHK会長の上田良一宅前でこれらの情報を念頭に「ネット上に拡散する」と迫り、上田への面会を求めるなどし業務を妨害したとして、不正競争防止法違反と威力業務妨害の疑いで警視庁から党の事務所など数カ所の家宅捜索を受けた。4月7日に立花は書類送検され 、同月9日に在宅起訴された。

### 度重なる党名変更と諸派党構想
2020年5月8日、党名を「NHKとコロナの自粛から国民を守る党」に変更する意向を表明した。世論の反応を見極め、同月中に変更するかどうかを最終決定するとしたが、5月15日に撤回した。
2020年東京都知事選挙では立花が新たに政治団体「ホリエモン新党」を設立し、立花を含む3人がホリエモン新党公認、N国党推薦で立候補したが、立花の得票は43,912票に留まった。この結果を受け立花は「（昨年参院選より党の）人気が下がったと認めざるを得ない」として、次期衆院選に向け「戦略を見直す」と語った。同年7月19日投開票の千葉県印西市長選では、7月5日投開票の東京都議補欠選挙でホリエモン新党から立候補し敗れた新藤加菜（ゆづか姫）が、N国から公認を受け立候補するも落選、当選した場合、立花孝志は副市長への就任を表明していた。
9月16日の総理大臣指名選挙では、衆議院議員の丸山は環境大臣の小泉進次郎に、参議院会派「みんなの党」の2人は自由民主党総裁の菅義偉に投票した。
11月13日に党名をNHKから国民を守る党から「ゴルフ党（NHKから国民を守る党）」（略称はゴルフ党）に変更すると表明した。NHK受信料を巡る問題に加え、ゴルフ場利用税の撤廃も訴えるとして、2021年1月1日付で総務省に党名変更を届け出る予定とした。「今後は選挙のたびに看板（党名）を変更する」と立花は語った。しかし、12月4日の党首会見で上記の改名を撤回。新党名を「民主党」にすると発表した。名前を変える理由は明言せず、NHK受信料問題は「解決した」との見解を明かした。党名変更とは別に、上杉隆を代表とする政治団体「日本ゴルフ党」を12月15日に総務省に届け出て受理された。12月16日には、「民主党」は立憲民主党と国民民主党の略称として既に使用されているとの理由で総務省から却下されたとして、翌2021年1月に変更する党名を「NHKから自国民を守る党」、略称を「自民党」とすると発表した。総務省は、政党名の変更は認めるものの「自民党」の略称は認めないとし、立花は略称名については法廷で争う意向を示した。21日、「NHKから自国民を守る党」への党名変更を総務省に届け出、受理された（略称については保留）。会見において立花は「多くの人に知ってもらうのに一番インパクトがある」と略称について説明した。その上で次期衆院選前に自民党に略称変更するが、選挙では使用しないとした。結局、22日「自民党」の略称を中央選挙管理会は拒否。理由について「自由民主党の略称として広く通用しており、有権者の混乱をもたらすため」と説明した。それを受け、同日に略称を「NHK」に変更することを届け出、受理された。
2021年1月22日に、立花は報道で「N国」の略称がいまだ使われていることから、4月の補欠選挙までに「N国」の略称が使えないような政党名に変更予定だと語った。1月29日、立花は党名を「NHK受信料を支払わない方法を教える党」（略称NHK党）に変更するとし、2月5日に正式変更した。参院選に向けて以後「NHK集金人が来たら内緒で録音する党」、「NHKの弁護士法72条違反を追及する党」、「NHKのスクランブルを実現する党」などの党名を状況に合わせて変更すると語った。
3月6日、幹事長の上杉が、自身の週刊誌報道を巡る5日の定例記者会見での立花の発言でプライバシーを侵害されたと主張し、発言の撤回と幹事長職辞任の意向を自身の公式サイトで表明、9日に会見を行い、辞表届を提出した。
4月29日、党首の立花が新党名を「特になし」とすると発表。しかし受理されず、5月17日に「古い政党から国民を守る党」（略称は古い党）に改称した。党首の立花はじめ党所属の地方議員ら関係者は国政政党「古い政党から国民を守る党」所属のまま、各人を代表とする政治団体「NHKから国民を守る党」の設立を各々届け出た。
6月5日、新宿駅前で行われた街頭演説会で、立花は年内に行われる第49回衆議院議員総選挙では、国政政党である古い党がプラットフォームを提供する形で政治団体を結集させる「諸派党構想」で挑むと語った。
6月22日、党名を「あらし」への改名を検討していると発表。2021年6月28日、 総務省は「嵐の党」への改名を発表した。
7月9日、立花は同月行われた東京都議選の反応から、多くの方が「選挙に出たい」希望があることがわかったとし、旧来の諸派党構想での公認方針を転換すると表明。今後は、小選挙区の場合、立候補に必要な供託金300万円さえ用意すれば、党側で拒否することなく「誰でも公認する」と語った。党名については、再びNHK問題に特化した党名に変更する方針があることをした。同月14日、「NHKと裁判してる党弁護士法72条違反で」（略称はNHK党）への改名を発表し、同月21日に変更した。
8月には立花は、2020年12月から立て続けに行った党名変更について、「失敗だった」との認識を示した上で、「それでも国民がNHKについて考える機会になってよかった」と語った。

### 第49回衆議院議員総選挙

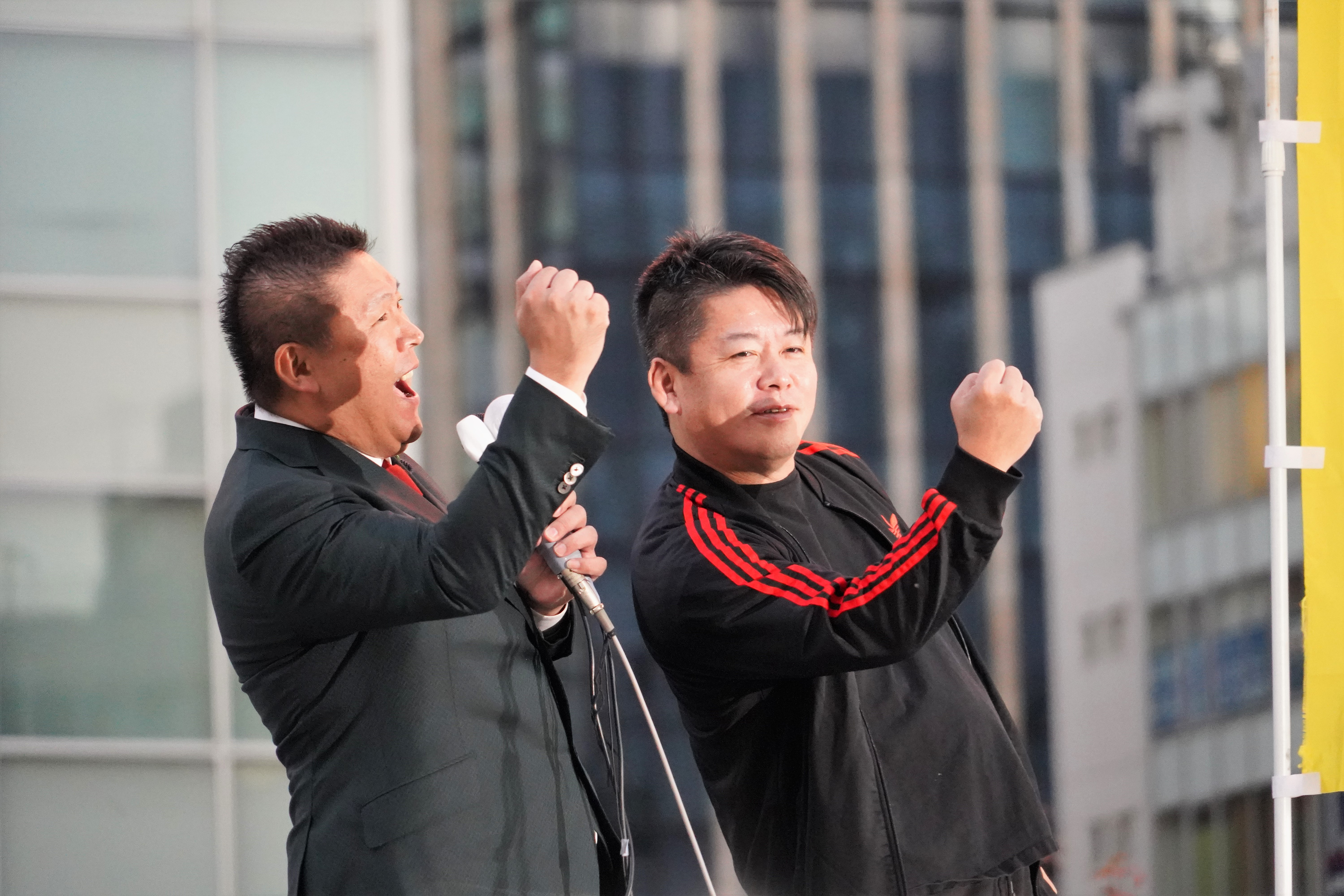
秋葉原駅前の街頭演説でのポーズをとる立花（左）と投資家の堀江貴文

第49回衆議院議員総選挙は、公職選挙法第86条の6の規定により衆議院議員の任期満了から90日以内の場合は既存政党の党名変更ができないため、党名は「NHKと裁判してる党弁護士法72条違反で」（略称はNHK党）として2021年衆院選を迎えることとなった。
10月8日、衆院選の公約に「NHKが委託法人に行わせている弁護士法72条違反となる訪問行為について徹底的に追及する」の1点を発表した。10月18日、立花は衆院選で3議席以上獲得できれば、自民党に対し閣外協力を打診する考えを示した。24日には新型コロナウイルス感染拡大による経済支援策としての10万円以上の期限付き電子マネーの配布や、消費税の5%への引き下げ、ベーシックインカム導入、原発再稼働の賛成などの追加公約を発表。25日に追加公約を修正し、消費税については「消費税減税等によって国民負担率を下げる」との文言に改めた他、ベーシックインカムについては「賛成」から「導入の議論があれば、前向きに参加する」に変更するなどした。29日に「大麻の全面解禁」など独自の主張をしている候補者がいることについて、各候補が所属する別の政治団体の独自の主張を訴えているとして、「党公約ではないので、一切関与しない」との見解を発表した。
10月31日の投開票の結果、NHK党は議席を獲得できず、立花は「少数派の声を拾い上げない選挙制度なので今回議席が取れない見通しなのはある意味予定通りだ」と述べたほか、選挙後はNHK関連の政策のみを取り上げる「ワンイシュー」政党から「総合政党」に変えるなどと語った。
2022年1月20日に、前述の不正競争防止法違反などの罪や離党した東京都中央区議を脅迫した罪で、立花が東京地方裁判所に懲役2年6月、執行猶予4年の判決を言い渡された。同日には判決後で注目を浴びることもあり、党名をNHK受信料を支払わない国民を守る党に変更した。
2022年4月17日、同日投開票の春日部市議会議員選挙において2018年の市議選で初当選した現職市議が再選。NHK党の公認候補者としては2020年4月の志木市議会議員選挙以来約2年ぶりとなる当選であり、2期目を迎える初の現職議員となった。

### NHK党として
2022年4月25日、第49回衆議院議員総選挙で「NHK」と書いて無効票になったケースがあったことや、党名が長く有権者への浸透が進まなかったことなどを理由に、党名をNHK党に変更した。
2022年5月13日、大橋昌信が本人の希望により副党首を辞任する事を発表した。当初はNHK党の所属議員として今後も引き続き活動を続けるとしていたものの、6月15日に大橋を除名処分とした。大橋は6月末をもって柏市議も辞職するとしていたが、のちに自身の発言を撤回し、市議職を継続することを明らかにした。
2022年6月21日、立花は同日付で齊藤健一郎が副党首に就任する事を発表した。

### 第26回参議院議員通常選挙
2022年7月10日の第26回参議院議員通常選挙では、82人の候補者を擁立した。全45の選挙区に主要政党では最多となる73人、比例区では9人がそれぞれ立候補。多くの立候補者のポスターには「私の当選は無理です。しかしあなたの1票で政党助成金がNHK党に交付されます」の文言が大書された。
投開票の結果、YouTuberの東谷義和（ガーシー名義で立候補）が比例区で当選した。選挙区得票率が2.0%、比例区得票率が2.4%で、公職選挙法上の政党要件を満たした。政党助成法上の規定により2028年までの政党交付金交付が決定した。
7月27日にNHK党は、第26回参議院議員通常選挙で当選した東谷と浜田聡の2人の会派「NHK党」を参議院に届け出、会派「みんなの党」は消滅した。一時は参政党の神谷宗幣と統一会派を組むことも取り沙汰されており、会派の人数が多い方が有利であるとして浜田も参政党側と交渉していたが、結局は神谷は会派に所属せず活動し、NHK党は単独会派で活動することが浜田によって明かされた。
7月28日に参議院議院運営委員会理事会は、東谷義和の「ガーシー」名義の活動を承認し、本会議場の名札などは「ガーシー」となる。カタカナのみの通称使用で活動したのは、2002年に繰り上げ当選したフィンランド出身のツルネン・マルテイ（民主党）以来の2例目である。

### 党所属議員の無出席による国会での懲罰処分と党体制変更
2023年3月8日に海外へ滞在したまま国会欠席を続けていた参議院議員のガーシーこと東谷義和は、議場で懲罰処分が予定されていた参議院本会議を欠席した。3月8日に立花党首は、引責辞任して党名を「政治家女子48党」に変更すると発表した。後任の党首は元子役で建築デザイナーの大津綾香が就き、立花は党事務局長に就いた。3月15日に参議院本会議で、ガーシーを除名とする懲罰案が賛成235に反対1で可決され、ガーシーは参議院議員を失職した。参議院の会派「政治家女子48党」所属議員は浜田聡1名のみとなり、規定により会派は解消され、浜田の参議院における会派は「各派に属しない議員」に移動した。東谷の失職により、選挙時のNHK党の比例名簿から次点者が繰上当選となり欠員が補充されるが、個人得票数2位の山本太郎、個人得票数3位の黒川敦彦は同年2月17日に離党していずれも比例名簿から抹消され、得票数4位の齊藤健一郎副党首が3月24日に官報告示で繰上当選となった。齊藤の当選により、浜田を含め政治家女子48党所属の参議院議員が2名となり、3月24日に再び参議院会派「政治家女子48党」が結成された。
のちに東谷は、俳優など3名を動画で常習的に脅迫して名誉を毀損したとして、警視庁捜査二課が逮捕状を請求して、国際手配された。東谷は国会議員が除名された3月15日付で党規約により党籍を失った。東谷は同年6月4日にドバイから帰国したところを警視庁が逮捕した。立花は記者会見で、東谷の帰国・逮捕について「驚いたというのが正直な感想だが、帰国するのにはそれなりの理由があるのだろう。ガーシー氏がやったことのすべてが正しいとは思っていないが、言っていることの中には正しいこともあり、党として全力でサポートしていく」と語る。

### 代表権争い
2023年4月7日に立花は記者会見を開き、「党を解党する危険性があった」などとして大津を6日付で除名処分にしたと発表。新たな代表者に齊藤を充て、自身は代表権を持たない党首に復帰、幹事長には浜田を充てると発表した。大津もこれに先立ち会見を開き、党首辞任を否定し、双方の主張の違いが表面化した。同日に立花側は代表者を齊藤に変更する届出を千葉県選管を通して総務省に提出したが、総務省は「大津氏側と立花氏側の間で主張が異なっているため判断をしかねる状況で、内容を確認中」「現代表が誰かは、実質的な調査権を有していない」として扱いを保留。両者の争いは法廷闘争にまで発展し、4月27日に千葉地裁で最初の審尋が行われた。立花側の主張によれば、大津は3月29日に開いた緊急記者会見で党首辞任と齊藤への代表権委譲を認める発言を繰り返したが、その後辞任の意向を翻意し、党首辞任は書面で提出しておらず、正式な辞任ではないと主張している。
5月26日に千葉地裁は、大津が党代表としての地位確認を求めた仮処分の申し立てについて、「裁判所の審判権が及ぶとは解されない」として却下した。
8月10日に参議院会派「政治家女子48党」は、参議院事務局に対して会派名を「NHKから国民を守る党」に変更する届出を行い、これを変更した。
9月5日に中央選挙管理会は、齊藤が届け出た「NHKから国民を守る党」への党名変更と党代表者の変更に関し、認めないと決定した。斉藤による届け出について「権限のある代表者によって提出されたのか疑義が解消されないため」と理由を説明した。
11月6日に大津は記者会見を開き「みんなでつくる党」への党名変更を発表した。7日に立花側も記者会見を開き、「大津氏に代表権はない」と改めて主張した。会見には齊藤・浜田両参議院議員も同席し、この時点では離党の考えを否定した上で、「われわれの2議席は立花氏のものだ。有権者は立花氏を信じて1票を投じて、議席が生まれた」と述べた。
11月14日に総務省は「みんなでつくる党」への変更を受理したと発表。変更は6日付としている。参議院会派「NHKから国民を守る党」は名称変更しない。
2024年1月17日に総務省は「日本共産党」と「みんなでつくる党」を除く9政党が政党交付金の受給申請を届け出たと発表。「みんなでつくる党」が政党交付金を受給するには国会議員1人以上党に所属していることを届け出る必要があったが、齊藤・浜田両参議院議員から総務省への届け出に必要な書類への署名に同意が得られず、期日であった16日までに届け出書類を総務省へ提出できなかったことで政党助成法上の政党要件を喪失した。一方で公職選挙法上の政党要件は維持される。19日に党は、齊藤と浜田を除名したと発表、両議員を「極めて無責任かつ不誠実な行動に対し、強い遺憾の意を表する」と非難した。除名の結果、党所属の国会議員はいなくなった。
同年3月21日、東京地裁は、齊藤が登記の代表者名を自身に変更するため大津に「辞任した」との書面を作成するよう求めた訴訟について、請求を棄却した。地裁判決においては大津綾香を代表者とすることで決着したが、立花側は「やっぱり判例に持っていっておくべきだろう、というのがすごくある。高等裁判所と最高裁判所に審査していただく必要がある」として最高裁まで争う意向であることを3月22日の政治団体「NHK党」定例記者会見にて明らかにした。

### 破産
2024年1月15日、大津と代表権争いをしていた斉藤はいったん「みんなでつくる党」への残留を表明したが、政党交付金の申請期限であった同月16日午後に至って、政党交付金の受け皿となる新たな口座を大津が作っていたとして、立花孝志は締切りを設定し大津に口座の銀行名を開示するよう要求する事態が起こった。大津はＸ上で政党助成金は党執行部で管理し入金口座は執行部でない所属議員が知る必要のない事項として回答を拒否し、これを受けて立花は締切りを前にＸ上で浜田聡参院議員も斉藤健一郎参院議員も「みんなでつくる党」に所属しない事が決定したと発表した。
結局、浜田と斉藤は政党交付金の申請に必要な書類を提出せず、「みんなでつくる党」は申請期限の同年1月16日までに政党交付金の申請書を総務省に提出できなかった。翌17日、「みんなでつくる党」から2024年の政党交付金の受給申請がなされなかったと総務省が発表したことを受けて、1月18日に債権者らが「みんなでつくる党」の破産について申し立てた。
3月14日に東京地方裁判所は、「みんなでつくる党」の破産について手続き開始を決定して破産管財人を森利明弁護士に定めた。負債は、債権者約300名に対し約11億円となる。同日、党は「決定を不服として、速やかに抗告致します」との声明を出した。
破産に伴う債権者集会は7月16日に予定された。
債権者集会に先立ち、債権者側の任意集会である債権者会議が5月24日に開催された。主に前党首立花への支持にもとづいて貸付を行っていたとみられる債権者側は、みんなでつくる党党首である大津綾香、監事である豊田賢治弁護士に対し債権者会議への出席を打診したが、大津らは、今後も管財人との意見交換は行っていくがこの債権者会議を中傷を目的とする会合であるとして出席を拒否した。

### 第50回衆議院議員総選挙
2024年10月27日投開票の第50回衆議院議員総選挙に、みんなでつくる党は党代表の大津が東京9区（比例重複立候補）から立候補したほか、2024年東京都知事選挙に立候補経験のあるAIメイヤー（東京都第23区）や、前回2021年の衆院選で「NHKと裁判してる党弁護士法72条違反で」の公認で立候補した林マリアゆき（兵庫県第8区）など5名、計6名の公認候補擁立を発表した。なお、今回の衆院選ではみんなでつくる党は公職選挙法上の政党要件を満たしているため、比例区との重複立候補は可能となっているが、同月12日に行われた日本記者クラブでの党首討論会では、記者クラブ側が「（国会で）5議席以上、直近国政選挙で得票率2%以上」の要件を満たした政党のみの代表者を招聘したため、社会民主党、参政党とともに、みんなでつくる党代表の大津は参加できなかった。
開票の結果、立候補者全員が落選し供託金を没収された。

### 第27回参議院議員通常選挙
2025年7月20日投開票の第27回参議院議員通常選挙では、当初は党代表の大津が比例区から出馬予定であったが、公示前日の同月2日に撤回し、東京都選挙区で酒井智浩を擁立することを発表した。結果は落選し、公職選挙法上の政党要件を失った。大津は「力不足だった。次期衆院選を見据え、努力したい」と述べ政治活動を継続する意向を示した。

## 略年表
- 2013年6月17日 - 立花孝志が政治団体「NHK受信料不払い党」を設立[207]。
- 2013年7月29日 - 政治団体名を「NHKから国民を守る党」に変更[207]。
- 2013年9月15日 - 立花が大阪府摂津市議会議員選挙に立候補したが、落選[208]。
- 2015年4月26日 - 立花が船橋市議選に出馬、初当選した[209]。
- 2016年7月31日 - 立花が船橋市議会議員を任期中に辞職して東京都知事選挙に立候補したが、落選[210]。
- 2017年7月2日 - 立花が東京都議会議員選挙で葛飾区選挙区から立候補し、4463票で落選[211]。
- 2017年11月12日 - 立花が東京都葛飾区議会議員選挙で、2954票で当選[212]。
- 2019年4月21日 - 統一地方選挙に47人が立候補し、26人が当選[213]。
- 2019年7月21日 - 参院選において比例代表で1議席を獲得し、立花が当選[214]。選挙区合計得票率（3.02%[215]）が2%を超え「NHKから国民を守る党」が政党要件を満たす[216][217][218][219]。
- 2019年7月29日 - 衆議院議員の丸山穂高が入党し、政党「NHKから国民を守る党」が衆院議席を得る[220]。
- 2019年8月10日 - 臨時総会を開き、幹事長に元ジャーナリストの上杉隆を充てる人事を決定した[221]。
- 2019年10月10日 - 立花が参議院埼玉県選挙区選出議員補欠選挙（同10月27日執行）に立候補し、参議院議員（比例代表選出）を自動失職[222]。
- 2019年10月21日 - 立花の自動失職に伴う欠員の繰上当選として浜田聡が当選決定[223][224]。
- 2020年12月21日 - 党名を「NHKから自国民を守る党」に変更[225][226]。
- 2021年2月5日 - 党名を「NHK受信料を支払わない方法を教える党」に変更[227][228]。
- 2021年5月17日 - 党名を「古い政党から国民を守る党」に変更[229][132]。
- 2021年6月28日 - 党名を「嵐の党」に変更[230][56]。
- 2021年7月21日 - 党名を「NHKと裁判してる党弁護士法72条違反で」に変更[231][232]。
- 2021年10月31日 - 第49回衆議院議員総選挙で政党「NHKから国民を守る党」として選挙区・比例代表いずれも議席獲得ならず。
- 2022年1月20日 - 党名を「NHK受信料を支払わない国民を守る党」に変更[233][234]。
- 2022年4月25日 - 党名を「NHK党」に変更[235][236]。
- 2022年7月10日 - 第26回参議院議員通常選挙において比例代表で1議席を獲得しガーシーが当選、比例代表・選挙区共に得票率が2%を超えて政党要件を維持する[237][238]。
- 2023年3月8日 - 参議院議員のガーシー（東谷義和）の懲罰責任を受けて立花孝志が党首を辞任。後任の党首に大津綾香が就任し、党名を「政治家女子48（フォーティーエイト）党」に変更[239]（官報告示は4月18日付）。立花は事務局長に就任[169][170]。
- 2023年3月15日 - ガーシーが参議院から除名[240]。
- 2023年3月23日 - ガーシー除名による欠員の繰上当選として齊藤健一郎が当選決定、翌24日告示[241][242]。
- 2023年4月18日 - 総務省が、代表者及び党名（政治団体名）を変更する異動の届出（令和5年3月8日付）を官報において告示[243]。
- 2023年7月24日 - 政治家女子48党の政治資金団体から「ホリエモン新党」を外す[244]。
- 2023年11月6日 - 党名を「みんなでつくる党」に変更、同月14日に総務省が異動の届出を公表[245][16]。
- 2023年12月14日 - みんなでつくる党の政治資金団体に「未来創造党」を指定する[246]。
- 2024年1月8日 - 松本夏季が2023年12月20日付で幹事から退任したこと、及び豊田賢治が2024年1月8日付で監事に新任したことが発表された[247]。
- 2024年1月17日 - 総務省が「政党助成法に基づく政党の届出」をした政党として、「みんなでつくる党」を含まない9党を公表[248]。
- 2024年1月19日 - 「みんなでつくる党」が齊藤健一郎、浜田聡の両参議院議員を除名し、党所属の国会議員がゼロとなる[249]。
- 2024年3月14日 - 東京地方裁判所より「みんなでつくる党」の破産手続開始が決定された[9]。
- 2024年4月4日 - 宮川直輝が4月3日付で監事から退任したことが発表された[250]。
- 2024年10月31日 - 第50回衆議院議員総選挙で政党「みんなでつくる党」として選挙区・比例代表いずれも議選獲得ならず。
- 2025年4月9日 - 大津綾香側に立って活動していたボランティア男性が自殺した。遺書によれば立花に住所を晒され、立花の支持者から執拗な嫌がらせを受けたことが原因とされた[251]。
- 2025年7月20日 - 第27回参議院議員通常選挙において政党「みんなでつくる党」として選挙区で議席獲得ならず。この結果により政治団体「みんなでつくる党」は政党要件を失う。

## 政策
立花は、「ＮＨＫ党の存在がＮＨＫに変化を迫ってきた実績」と説明している。

### NHK問題
NHK受信料を支払う人だけがNHKを視聴可能な「NHK放送のスクランブル化」を最終的な目標とする単一論点政治であり、達成された際には党を解党、自身も議員を引退することを党首の立花は明言していた。NHKを視聴している人は受信料を支払うべきであり、あくまで党はNHKを視聴しない人を助けるものとしている。
NHKの集金人が訪問しなくなる「NHK撃退シール」を無料で配布している。立花など党関係者の連絡先が書かれている。。一方NHK側は、このシールについて「シールの有無にかかわらず、NHKは契約・支払をしていただくため、まだ契約をいただけていないお客様や未納となっているお客様のお宅を訪問しています」と述べている。
憲法改正については、国会の発議と国民投票については「究極の直接民主主義」と賛意を示し野党にも賛成を促すも、条文の改定に限っては当面は反対すると動画サイトで発言している。しかし、NHK放送のスクランブル化と交換条件に自民党案に賛成する方針を公言している。一方、NHK改革をめぐり与党の協力が得られなければ、野党連携を突破口にする選択肢もあると言及した。

### その他
結党初期には生活保護受給者を施設に入れ、保護費を徴収して物資を購入し、現物支給にして生活させると公約を掲げた。施設に入所させることで、バランスのとれた食事と医療や介護サービスを24時間受けさせ、体調に応じて施設内のボランティアにも参加させるといった内容であったが、現在は掲げられていない。党のホームページには2019年参院選の直後まで記載が残されていたが、削除漏れであったと釈明している。
NHK問題以外の政策については、インターネットを介して議題ごとに国民による直接民主主義を行い賛否を決める方針を掲げていた。2020年9月には新たに10項目となる基本政策を公開し、この中ではNHK問題のほかに消費税減税やベーシックインカムの導入、選挙制度の規制緩和などを新たに掲げた。原発問題や外国人参政権などのその他の問題については「直接民主制システム」で賛否を決めるとしていた。2021年の衆院選公約では、原発について「安全が確認された原発について、現状においては電力供給の重要な選択肢として再稼働の検討を政府に積極的に求めていく」と明記されたほか、憲法改正については53条や24条を念頭に「改正に関する議論を促す」とした。

## 諸派党構想
選挙報道において諸派と呼ばれる政党・政治団体を党のもとに結集して、国政選挙で協力する「諸派党構想」を発表している。この構想は、得票数に応じて政党助成金が支給されるシステムを利用して、国政政党である本党がプラットフォームになることで、各政治団体にも、国政選挙の得票数に応じて公平に政党助成金を分配するものである。国政政党の候補者となるため、選挙報道においていわゆる泡沫候補扱いとされることを防ぐ狙いもある。
当初は2025年参議院議員選挙で構想の具現化を企図したが、政治的な訴えの場を提供したいとして、計画を前倒して2021年の東京都議会議員選挙からこれを開始させた。

### 政治家女子48党（政治団体）
政治家女子48党（せいじかじょしフォーティーエイトとう）は、かつて存在した日本の政治団体。
荒川区議会議員である夏目亜季が2022年11月17日に結成。設立には当時のNHK党党首の立花孝志も関わった。
YouTube・TikTokなどSNS・デジタルベースの広報を主軸としている。実業家の堀江貴文や青汁王子こと三崎優太らが支援しており、政治に関心が薄い若者への啓蒙活動と統一地方選の知名度向上を目的としている。この活動の一環として、同党メンバーによってアイドルグループ「Fly day(フライデイ)」を結成し、東京都内においてライブ活動を展開している。
2022年12月13日、元HKT48の山本茉央を第20回統一地方選挙の杉並区議会選挙に、公認候補として擁立することを発表した（その後、2023年3月13日に立候補辞退と離党を発表）。12月25日執行の西東京市議選では3名の公認候補を擁立し、いずれも落選したが、街頭演説を合同で行うなど連携した長井秀和はトップ当選を果たしている。12月27日には東京都の区議会選挙などに42人の公認を決定した。
2023年3月に国政政党・NHK党は党名を政治家女子48党に変更し、政治団体と名称を同じにしたが、立花は政治団体の方の「政治家女子48党」については夏目党首のまま存続させる意向を示した。公式Twitterによれば、夏目が党首を、松戸市議会議員の中村典子が幹事長を務めるとしている。同年4月の統一地方選では、前述の通り夏目は地域政党次世代あらかわ公認で立候補し当選したものの、政治家女子48党公認での当選者は新人1名（船橋市議の甲斐幸）のみに留まった（中村は非改選）。
2023年12月11日に政治団体を解散。 その後、2024年2月に夏目は自由民主党に入党したことを公表した。

### その他の諸派党
- つばさの党
- ホリエモン新党
- 次世代あらかわ

## 訴訟
党首の立花孝志及び党関係者が多数の裁判を起こし、それに関与している。ここでは党関係者複数が関わる訴訟について一部を以下に記す。立花個人が関わる訴訟については「立花孝志#訴訟・事件・トラブル」を参照。

### ワンセグ裁判
テレビを設置しておらずワンセグ機能付き携帯電話のみの所有者にはNHK放送受信契約締結義務がないことの確認を求めて、埼玉県朝霞市議会議員・党副代表（当時）の大橋昌信が提訴（確認訴訟）した。NHKは、自宅のテレビに放送受信契約があれば、受信契約は世帯単位であるのでワンセグ機能付き携帯電話について新たに受信契約を結ぶ必要はないが、ワンセグ機能付き携帯電話も放送法第64条の「協会の放送を受信することのできる受信設備」で、ワンセグ機能付き携帯電話のみの所有者については受信契約の対象となる、と主張しており、総務省も同様の見解を示している。2016年8月26日、さいたま地方裁判所は、ワンセグ機能付き携帯電話を単に所持しているのみでは放送法第64条の「放送の受信を目的としない受信設備」に留まるものであり、受信契約を免れる、として大橋の主張を認める判断を示した。NHKは東京高等裁判所に控訴。同年3月26日、東京高裁はNHK側の主張を認め、大橋敗訴の判決を言い渡した。同年4月、大橋は最高裁判所に上告したが、2019年3月12日、最高裁は大橋の上告を退け、ワンセグ機能付き携帯電話についても放送受信契約の義務がある、との判断が確定した。ワンセグ機能付き携帯電話をめぐる確認訴訟は5件起きており（原告はいずれも立花及び党関係者）、うち最高裁での確定はこの裁判が初めてのことであった。この判決により4件の訴訟でも、受信料の支払い義務が確定した。
立花が2017年に東京地方裁判所に起こした同様の裁判では、ワンセグ機能付き携帯電話を単に所持しているのみでは放送法第64条の「設置」にはあたらず、契約をしなければならない「受信設備を設置した者」には該当しない、と主張するも、同年12月27日、 放送法第64条「設置」とは受信機を所有の上管理する概念であるとして立花の訴えを退け、「ワンセグ携帯も受信契約義務あり」と判断された。立花は東京高等裁判所に控訴したが、2018年6月21日、東京高裁は一審判決を支持し控訴を棄却した。

### 公職選挙法をめぐる裁判
2019年の統一地方選挙前半の選挙である兵庫県議会議員選挙にて、伊丹市選挙区で公認した原博義が、候補者要件のうち投開票日までに引き続き県内のいずれか一つの住所に3か月以上居住していることを満たしておらず、被選挙権がないことが判明したため、投じられた2,992票が無効となった。原は選挙後の同年4月12日、兵庫県を相手取り、没収された供託金60万円の返還を求めて神戸簡易裁判所に提訴した。
兵庫県選挙管理委員会は一連の対応や判断について、「公職選挙法上の手続き通りに進めた」と述べている。選挙事務関係者が選挙期日前に特定の候補者の被選挙権がないことを公表することは「その候補者の選挙運動を著しく妨害し、選挙の自由公正を害する」とした1951年11月の福岡高等裁判所の判例（同年4月に執行された長崎県議会議員選挙における北松浦郡選挙区内福島村（現・松浦市）選挙管理委員会の選挙事務にかかる当選無効確認請求事件）があり、選管は「投開票日前の周知は選挙妨害に当たる」と判断。被選挙権がないことが判明しても選管が開票時まで無効にすることができないことについては、その場合に届け出を却下ないし取り下げさせる規定がなく、1961年7月の最高裁判所判例（1960年の福島県石城郡遠野町（現・いわき市）議会議員選挙の効力に関する訴願裁決取消請求における「公職選挙法の規定によれば、選挙長は、立候補届出および推せん届出の受理に当つては、届出の文書につき形式的な審査をしなければならないが、候補者となる者が被選挙権を有するか否か等実質的な審査をする権限を有せず、被選挙権の有無は、開票に際し、開票会、選挙会において、立会人の意見を聴いて決定すべき事柄であると解するを相当とする」との判例（「選管は届け出の形式審査をしなければならないが、被選挙権の実質審査をする権限はなく、開票の際の選挙会で立会人の意見を聞いて決定すべきである」と判断されている）があることから、総務省は、届け出時に被選挙権の要件を満たしていなくても立候補届を不受理にすることはできず、「選管は届け出を受理する以外にない」との見解を示している。原は後半で同県宝塚市議会議員選挙にも立候補し落選したが、こちらは居住要件が満たされており有効となった。
同年4月21日投開票の統一地方選挙後半の兵庫県加古郡播磨町議会議員選挙に党公認候補として立候補させた増木重夫にもとより居住実態がなく被選挙権がないとして、投じられた110票が無効となった。増木は住所として実際には住んでいない播磨町内のビジネスホテル所在地を届け出た。通常の立候補者の場合、住所の確認資料の一つとして住民票（の写し）を提出するが、公職選挙法に定める「届け出に必要な文書」に住民票（の写し）は含まれていないため、町選挙管理委員会の職員が住民票（の写し）の未提出を指摘したことに対し、増木とその立候補届け出に同行した立花は「提出義務がない。持ってきていない」として応じず、住民票（の写し）を添付しなかった。町選管は増木に居住実態がなく被選挙権を有していない可能性を認識したが、前述の判例をもとに「届け出時は形式審査のみ」として立候補を受け付けた。町選管はその後増木の実際の住所は別の場所（大阪府吹田市）にあり、被選挙権に必要な3カ月以上の町内の居住歴がないことを確認したものの、前述の判例によりこれを公表できないと判断、4月21日の開票後、選管委員長が務める選挙長や立会人らによる選挙会で増木への投票を無効と決定した。増木はポスター掲示は無し、選挙公報掲載も希望せず、選挙運動を全くしなかった。
更に同年5月19日告示の東京都足立区議会議員選挙においても、もとより足立区内に居住実態がなく、被選挙権がない墨田区在住の加陽麻里布を党公認候補として立候補させた。加陽は一旦墨田区の現住所を届け出たが、「これは受理できない」と足立区選管に却下されそうになったため、住所として実際には住んでいない足立区内のカプセルホテル所在地を届け出て受理された。 加陽は他の候補者同様、ポスター掲示、選挙公報掲載、街宣や演説などの選挙運動を行ったが、足立区に住民票を置いていなかったため区選管が調査。投開票後、居住実態がなく被選挙権がないとして、加陽に投じられた5,548票は無効となった。選挙後、加陽は足立区に住んでいないことを認めた上で、住所要件の規定が違憲であるとして異議を申し立てたが、同年6月17日、区選管はこれを棄却する決定を行った。加陽はこれを不服とし、同年9月26日、東京高等裁判所に提訴したが、同年12月19日、東京高裁は加陽の請求を棄却。20日、加陽は最高裁判所に上告するも、2020年7月2日、上告棄却。加陽の請求は退けられた。当該選挙に関する争訟はなくなり、最終確定した。
立花は、兵庫県議会議員選挙と播磨町議会議員選挙の届け出については、候補者が居住の要件を満たしておらず被選挙権がないことを立候補届出時に選管が認識しており、「被選挙権がないのに受理されるのは公職選挙法の不備であり、立候補は問題提起が目的」と主張している。 足立区議会議員選挙については「選管が形式審査を通しておきながら居住の要件を満たしていないことを知ったことにより立候補届を受理しようとしなかったことは公職選挙法違反である」と主張している。
このほか同年の統一地方選挙後半において千葉県鎌ケ谷市議会議員選挙に22歳の人物を党公認候補として立候補させるべく届け出たが、同市選挙管理委員会が「被選挙権の年齢要件を満たしていない」としてこれを受理しなかった。この件について同人物は、公職選挙法が日本国憲法第14条の「法の下の平等」に反しているとして、国を相手取って東京簡易裁判所に提訴している。
この件に関し、2020年の第202回国会（臨時会）で党所属の参議院議員浜田聡が、「被選挙権と公職の候補者になる権利の違いに関する質問主意書」（質問第六号、2020年9月16日）を提出した。同年10月2日、内閣総理大臣の菅義偉より答弁書が発せられ、「形式的審査により、立候補の届出書の生年月日の記載から、明らかに選挙の期日において被選挙権を有しないことを知り得る場合は受理すべきでないものである」「被選挙権年齢に達しない者の立候補の届出は受理すべきでない」「「被選挙権と公職の候補者になる権利（立候補の届出を却下されない権利）の違い」の意味するところが必ずしも明らかではないが、被選挙権については現行法に規定されている通りである」旨の答弁があった。

### TOKYO MXとの訴訟
2019年7月29日、コラムニストのマツコ・デラックスが東京メトロポリタンテレビジョン（TOKYO MX）の情報番組「5時に夢中!」で、NHKから国民を守る党に対し、「今のままじゃね、ただ気持ち悪い人たち」「ちょっと宗教的な感じもあると思う」「ふざけて（票を）入れた人も相当数いるんだろう」と発言。これに対し立花は「自分や党に対する批判はいいが投票していただいた一般の有権者への侮辱は許せない」と述べ、マツコ・デラックスが「5時に夢中!」出演する同年8月12日（月曜日）にTOKYO MX前で抗議活動を行い、警察官が出動する騒動となった。立花はさらに同番組のスポンサーである崎陽軒への不買運動にも言及したが、同月19日に再度テレビ局前で抗議活動を行った際に不買発言を撤回し、謝罪した。一方、マツコの発言に対しては「個人的な攻撃は控える」としつつ、TOKYO MXに対し、放送の中立性に関する見解を求め、回答が得られるまでは毎週月曜日に同社への訪問を続ける意向を示した。同月26日にもTOKYO MXを訪問したが、その後も同社から回答がないことを受け、9月2日、同社を放送法違反の疑いで提訴する方針を明らかにした。その際、「マツコに侮辱された」と立花は主張し、投票した有権者から原告を募集して裁判を起こす旨の動画を公表したが、その後その動画は削除。同年11月、「マツコ・デラックス被害者の会株式会社」を設立し、立花が代表取締役に就任。マツコがTOKYO MXの番組内で党の名誉を傷つける発言をしたとして、党が原告となり、マツコとTOKYO MXに賠償を求める民事訴訟を東京地方裁判所に起こした。2021年4月15日、同地裁は「（放送での発言は）公益を図る目的があり、違法性を欠く」として賠償請求を棄却した。党側は控訴はせず裁判は終了した。その後、2023年3月31日に「マツコ・デラックス被害者の会株式会社」は「株式会社立花孝志」に商号を変更した。

### フリージャーナリストとの訴訟
2019年9月19日、久保田学・立川市議会議員がフリージャーナリストによるインターネットサイト上の記事において「立川市に居住実態がない」などと書かれたことについて、これを名誉毀損であるとして慰謝料を求めて提訴、これに対しフリージャーナリストも久保田が経済的な負担を課すことを目的に裁判を起こしたとして慰謝料を求めて反訴した裁判の判決が千葉地裁松戸支部で言い渡された。同判決は久保田の訴えを棄却した上、その提訴自体が不法行為であるとして、反訴していたフリージャーナリスト側の弁護士費用を含む約78万5000円の賠償を久保田に命じた。立花自身がスラップ訴訟と公言していた上、判決でも立花の関与を指摘、スラップ訴訟であることが認定された。久保田はこれを不服として東京高等裁判所に控訴したが、2020年3月4日、東京高裁は一審判決を支持し、久保田にジャーナリスト側の控訴審の弁護士費用等を含む94万5600円を支払うよう命じた。立花は週刊誌の取材に対し「スラップ訴訟は日本では違法ではない」と正当性を述べている。

### テレビ朝日との訴訟
2022年6月16日、テレビ朝日系「報道ステーション」において生放送された、7月10日に投開票される参院選へ向けた主要9政党の党首討論会に、党首の立花がリモート出演。番組側から「国民の安全をどう守るか？」の議題に対し各党の政策・見解を求められると、立花は「テレビは核兵器に勝る武器です。テレビは国民を洗脳する装置です。国民が知るべき真実を隠しています」などと持論を展開した。司会者の大越健介から「今の発言は討論のテーマに沿ったものとは認められません。発言を止めてください」などと諭されるが立花は話を続け、番組側から強制的にフェードアウトされた。その後立花は討論から自主的に途中退席した。

立花はこの放送後、自身のYouTubeチャンネルにおいて『テレビ朝日からの圧力』と題した生放送を行い、「テレビ朝日から放送前に『テーマから逸脱する発言があれば然るべき対応をとる』とする内容の手紙を受け取った。（場合によっては）追い出すと言うんです。他の党首（国民民主党の玉木雄一郎）に聞いたところ、同様の手紙は貰っていないという。圧力をかけられているんです。スタジオにいるのが怖かったです。」と話した。のちに立花は、表現の自由を侵害したとしてテレビ朝日に損害賠償を求め、東京地裁に提訴している。
なお、6日後に立花が「NHKニュース7」に出演した際には参院選への質問に答え、退席することもなかった。

2023年8月31日、東京地方裁判所は立花らがテレビ朝日側に計10万円の損害賠償を求めた訴訟の判決で請求を棄却した。
2024年2月14日、東京高等裁判所は東京地裁の判決を不服とした立花らの控訴審判決で請求を棄却した。この結果を受けて、立花はテレビを取り巻く環境の変化を指摘し、目的は達成されたとしたとして上告を行わない意向を示した。

## 党組織

### 歴代党首一覧
| 代 | 党首 | 党首     | 在任期間                                            |
| -- | ---- | -------- | --------------------------------------------------- |
| 1  |      | 立花孝志 | 2013年（平成25年）6月17日 - 2023年（令和5年）3月8日 |
| 2  |      | 大津綾香 | 2023年（令和5年）3月8日 -                           |

### 会計・会計監査
| 会計責任者 | 会計責任者の職務代行者 | 会計監査を行う者 | 選任年月日    |
| ---------- | ---------------------- | ---------------- | ------------- |
| 立花孝志   | 立花公美               | 粟飯原美佳       |               |
| 広瀬和幸   | 宮川直輝               | 松本夏季         | 2023年7月3日  |
| 大津綾香   | 宮川直輝               | 松本夏季         | 2023年7月17日 |

### 党役員
2013年9月23日、前阿久根市長の竹原信一が最高顧問に就任するも46日後に辞任した。
党規約によると臨時管理人の規定があり、2023年3月現在、立花公美が就任している。
| 代表     | 副代表                     | 副代表    |            |                   |                   |                     |                 | 就任年月  |
| -------- | -------------------------- | --------- | ---------- | ----------------- | ----------------- | ------------------- | --------------- | --------- |
| 立花孝志 |                            |           |            |                   |                   |                     |                 | 2013年6月 |
| 立花孝志 | 大橋昌信 多田光宏 武原正二 | 2018年1月 |            |                   |                   |                     |                 |           |
| 立花孝志 | 大橋昌信 多田光宏 武原正二 | 塩田和久  | 2018年11月 |                   |                   |                     |                 |           |
| 立花孝志 | （空席）                   | （空席）  | 2019年5月  |                   |                   |                     |                 |           |
| 党首     | 副党首                     | 副党首    | 幹事長     | 政策調査 会長     | 選挙対策 委員長   | 次期選挙 戦略本部長 | 国会対策 委員長 | 就任年月  |
| 立花孝志 | 丸山穂高                   |           | 上杉隆     |                   | 上杉隆            |                     |                 | 2019年8月 |
| 立花孝志 | 丸山穂高                   | 浜田聡    | 上杉隆     | 立花孝志          | 立花孝志          | 上杉隆              | 2019年10月      |           |
| 立花孝志 | 丸山穂高                   | 浜田聡    | 上杉隆     | 立花孝志          | 立花孝志          | 上杉隆              | 大橋昌信        | 2020年4月 |
| 立花孝志 | 丸山穂高                   | 浜田聡    | ─          | 立花孝志          | 立花孝志          | ─                   | 大橋昌信        | 2021年3月 |
| 立花孝志 | 丸山穂高                   | 浜田聡    | ─          | 黒川敦彦          | 立花孝志          | ─                   | 大橋昌信        | 2021年7月 |
| 立花孝志 | 丸山穂高                   | 浜田聡    | 黒川敦彦   | 立花孝志          | 立花孝志          | （空席）            | 大橋昌信        | 2022年1月 |
| 立花孝志 | 丸山穂高                   | 浜田聡    | 黒川敦彦   | 立花孝志          | 立花孝志          | （空席）            | 齊藤健一郎      | 2022年6月 |
| 大津綾香 | 丸山穂高                   | 浜田聡    | 黒川敦彦   | 立花孝志          | 立花孝志          | （空席）            | 齊藤健一郎      | 2023年3月 |
| 党首     | 監事                       | 監事      | 幹事長     | 政策立案 担当幹事 | 選挙対策 担当幹事 | 広報 担当幹事       |                 | 就任年月  |
| 大津綾香 | 宮川直輝                   |           | 黒川敦彦   |                   |                   |                     |                 | 2023年7月 |
| 大津綾香 | 宮川直輝                   | （廃止）  | 明ヶ戸亮太 | 明ヶ戸亮太        | 松本夏季          | 2023年8月           |                 |           |
| 大津綾香 | 宮川直輝                   | （廃止）  | 明ヶ戸亮太 | 明ヶ戸亮太        | 2023年12月        |                     |                 |           |
| 大津綾香 | 宮川直輝                   | （廃止）  | 明ヶ戸亮太 | 明ヶ戸亮太        | 豊田賢治          | 2024年1月           |                 |           |
| 大津綾香 | 2024年4月                  | （廃止）  | 明ヶ戸亮太 | 明ヶ戸亮太        | 豊田賢治          |                     |                 |           |

### 党規約
あり。

### 党員
党員数60名（2024年5月8日現在）。（※ みんなでつくる党公式サイト発表による。）　
党員の規定はあり。

## 党勢

### 衆議院
| 選挙         | 当選/候補者 | 定数 | 得票数（得票率） | 得票数（得票率） | 備考   |
| 選挙         | 当選/候補者 | 定数 | 選挙区           | 比例区           | 備考   |
| ------------ | ----------- | ---- | ---------------- | ---------------- | ------ |
| 第48回総選挙 | -/0         | 465  | -                | -                | 入党+1 |
| 第49回総選挙 | 0/30        | 465  | 150,542（0.26%） | 796,788（1.39%） |        |
| 第50回総選挙 | 0/6         | 465  | 29,275（0.05%）  | 23,784（0.04%）  |        |

### 参議院
| 選挙           | 当選/候補者 | 非改選 | 定数 | 得票数（得票率）   | 得票数（得票率）   | 備考   |
| 選挙           | 当選/候補者 | 非改選 | 定数 | 選挙区             | 比例代表           | 備考   |
| -------------- | ----------- | ------ | ---- | ------------------ | ------------------ | ------ |
| 第25回通常選挙 | 1/41        | 0      | 245  | 1,521,344（3.02%） | 987,885（1.97%）   |        |
| 第26回通常選挙 | 1/82        | 1      | 248  | 1,106,508（2.08%） | 1,253,875（2.36%） | 離党-2 |
| 第27回通常選挙 | 0/1         | 0      | 248  | 6,292（0.01%）     | -                  |        |